# Motorola Edge 2022
El Motorola Edge (2022) es un teléfono inteligente de gama alta fabricado por Motorola Mobility. Fue lanzado en 22 de septiembre de 2022.

## Características

### Hardware
El Motorola Edge (2022) funciona con un procesador Octa-core a 2.5GHz y 2GHz, tiene un Soc MediaTek Dimensity 1050 que incluye dos CPU ARM Cortex-A78 2x 2.5GHz (Dual-core) y ARM Cortex-A55 6x 2GHz (Hexa-core) con una pantalla HDR10+ de 6.6 pulgadas, con un GPU ARM Mali-G610 MC3 con 8 GB de RAM y 256 GB de almacenamiento interno no expandible.
Tiene una pantalla OLED de 6.6 pulgadas con la resolución de 1080 x 2400 pixeles. Tiene tres cámaras traseras de 50 MP + 13 MP + 2 MP con una apertura de f/1.8, f/1.5 y f/2.4 y cuenta con autofoco y flash Led. La cámara frontal de 32 MP con una apertura de f/2.5 y cuenta con flash Led.

### Software
El Motorola Edge (2022) se envía con Android 12 y la interfaz de usuario My UX de Motorola.